# Alaska Air Group
Alaska Air Group je letecká holdingová společnost se sídlem v Seattlu v americkém státě Washington. Společnost vlastní dvě aerolinky působící ve Spojených státech, Alaska Airlines a Horizon Air.

## Historie
Alaska Air Group byla založena v roce 1985, jakožto holdingová společnost aerolinky Alaska Airlines. V roce 1986 odkoupila nová společnost konkurenční Horizon Air a Jet America Airlines, které se tak staly jejími dceřinými společnostmi. 1. října 1987 se Jet American Airlines sloučily s Alaska Airlines.
4. dubna 2016 oznámila společnost záměr odkoupit aerolinku Virgin America. Akvizice by měla být dokončena do 1. ledna 2017 a její celková cena by měla dosahovat 2,6 miliard USD.